# 초음속 여객기

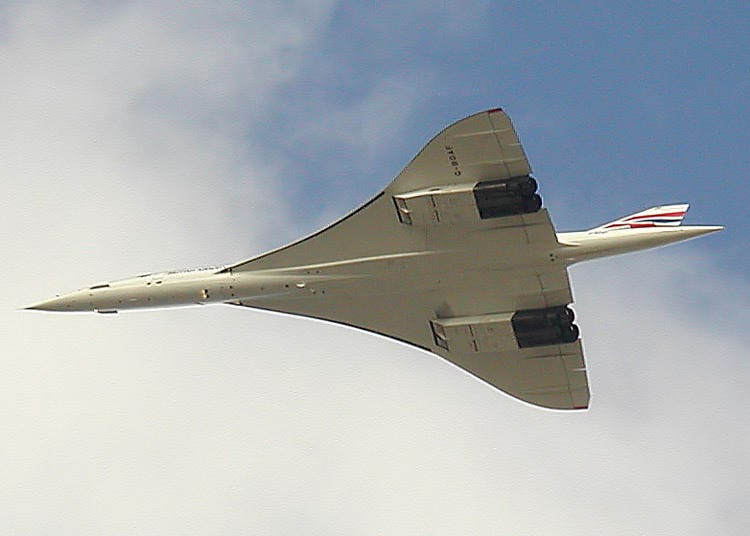
콩코드 초음속 여객기

초음속 여객기 또는 초음속 운송기(supersonic transport, SST, supersonic airliner, 슈퍼소닉 트랜스포트, 슈퍼소닉 에어라이너)는 음속보다 더 빠른 속도로 승객을 수송하도록 설계된 민간 초음속기이다. 오늘날까지 정기 서비스를 하는 유일한 초음속 여객기로는 콩코드와 투폴레프 Tu-144였다. Tu-144의 마지막 수송일은 1978년 6월이었으며 1999년 NASA에 의해 마지막으로 비행되었다. 콩코드의 마지막 상업용 비행은 2003년 10월이었으며 페리 비행 운영은 2003년 11월 26일이 마지막이었다. 콩코드의 영구 비행 중단 이후로 상업 서비스 중인 SST는 남아있지 않다.
2016년 NASA는 현대적인 저소음 SST 프로토타입 디자인 계약에 서명했다. 디자인팀을 주도한 곳은 록히드 마틴 에어로너틱스였다.

## 같이 보기
- 초음속 순항